# Закон Заходу (фільм, 1932)
Закон Заходу (англ. Law of the West) — вестерн 1932 року режисера Роберта Н. Бредбері .

## У ролях
- Боб Стіл — Боб Каррутерс, відомий як Боб Морган
- Ненсі Дрексель — Саллі Трейсі
- Ед Брейді — Лі Морган
- Генк Белл — маршал Ден Каррутерс
- Чарльз Вест — «тато» Трейсі
- Ерл Двайр — Буч
- Дік Дікінсон — Бак Коннорс
- Роуз Пламер — місіс Мері Каррутерс

## Саундтрек
- «Джазовий ритм Ковбоя Джо» (Грант Кларк, Моріс Абрахамс та Льюїс Ф. Мюр)